# 経友会
経友会（けいゆうかい）は、日本の大学における一般的な同窓会組織の名称の一つ。経済学部や経営学部など、"経"の字がつく学部・学科の同窓会の名称として用いられる。
地域経済界の会として用いられることもある。

## 主な経友会の例
- 東京大学経友会
- 東京大学経済学部学生経友会
- 中央大学経友会
- 法政経友会
- 関西経友会